# Лондонський університет
Ло́ндонський університе́т (англ. University of London) — другий за кількістю студентів університет у Великій Британії.
Заснований 1836 року та має складну структуру, що включає 19 коледжів і 12 інститутів: Лондонська бізнес-школа, Лондонська школа економіки та інші. Найпрестижніший технологічний коледж — Імперський — виокремився в самостійний університет 2007 року.
Заняття ведуться в 160 будівлях, більша частина яких зосереджена в лондонському районі Блумзбері. Є відділення в Парижі. Кількість студентів — близько 125 000.

## Відомі студенти
В різні часи тут навчалися:
- Девід Лівінгстон
- Герберт Уеллс
- Ганс Юрген Айзенк
- Махатма Ганді
- Карл Поппер
- Джордж Сорос
- Джон Кеннеді
- Мік Джаггер
- Елтон Джон
- Романо Проді
- Карлос Шакал
- Роберт Бентлі — ботанік
- Роберт Ірвін
- Віктор Тернер
- Голлі Вебб — англійська дитяча письменниця.
- Девід Маршал - «місіонер демократії» в Сингапурі.

## Відомі викладачі
- Джон Ліндлі — ботанік